# Conseil communautaire
 (octobre 2013).
Si vous disposez d'ouvrages ou d'articles de référence ou si vous connaissez des sites web de qualité traitant du thème abordé ici, merci de compléter l'article en donnant les références utiles à sa vérifiabilité et en les liant à la section « Notes et références ».
En droit public français, l'organe délibérant d'un établissement public de coopération intercommunale (EPCI) est l'assemblée chargée d'administrer les affaires de l'intercommunalité.

## Dénomination
- Dans un EPCI à fiscalité propre, l'organe délibérant est dénommé « conseil » — on peut préciser conseil de communauté (ou conseil communautaire) s'il s'agit d'une communauté de communes, communauté urbaine ou d'une communauté d'agglomération et conseil de métropole (ou conseil métropolitain) dans une métropole[2]. Ses membres sont les « conseillers communautaires » (ou, dans une métropole, les « conseillers de la métropole » ou « conseillers métropolitains »)[3].

- Dans un syndicat intercommunal, on parlera de comité syndical (ou comité du syndicat), ses membres étant les « délégués » des communes représentées au syndicat[4].

## Fonction
L'organe délibérant est chargé de gérer, par ses délibérations, les affaires de l'intercommunalité dans la limite des compétences qui lui ont été transférées. Il répond au principe de suppléance et de subsidiarité. Il se substitue aux conseils municipaux des communes adhérentes au territoire intercommunal lorsque les compétences de ses derniers ont été transférés à l'intercommunalité. Les conseils municipaux conservent le pouvoir décisionnel pour les compétences qu'ils ont gardées.

## Composition du conseil de communauté
Le conseil est composé d'un président, de vice-présidents et de conseillers communautaires. Le président est élu au sein de l'assemblée selon les mêmes règles que pour un maire. Le nombre de vice-présidents est fixé par le conseil, dans la limite de 30 % de son effectif total. Le mode d'élection est le même que pour le président.
Une commune ne peut détenir la majorité des sièges, et en bénéficie au moins d'un. Le nombre de conseillers du conseil communautaire est déterminé lors du projet de création de l'intercommunalité, sur une base essentiellement démographique.